# The Star (pel·lícula de 1952)
The Star és una pel·lícula estatunidenca dirigida per Stuart Heisler estrenada el 1952. Escrita per Katherine Albert i Dale Eunson, evoca la història d'una actriu disposada a tot per rearrencar la seva carrera, interpretada per Bette Davis, paper pel qual va ser nominada a l'Oscar a la millor actriu.

## Argument[2]
Després d'una brillant carrera, l'actriu Margaret Elliot experimenta un ràpid declivi, especialment per les males condicions financeres a causa de determinades inversions. Malgrat tot, no es rendeix i segueix reclamant papers de protagonista mentre que els productors i directors l'eviten. En la seva desesperació, busca consol en l'alcohol i una nit és detinguda per embriaguesa. Un antic col·lega fa que la deixin en llibertat pagant la seva fiança, però segueix amb el somni de seguir en el món del cinema. Quan un jove guionista li proposa un paper principal en la seva nova pel·lícula, titulada "The Star", que descriu amb precisió els problemes creats per una ambició obstinada i injustificada, finalment comprèn el seu error.

## Repartiment
- Bette Davis: Margaret Elliot
- Sterling Hayden: Jim Johannson/Barry Lester
- Natalie Wood: Gretchen
- Warner Anderson: Harry Stone
- Minor Watson: Joe Morrison
- June Travis: Phyllis Stone
- Paul Frees: Richard Stanley
- Robert Warwick: R.J.
- Barbara Lawrence: Ella mateixa
- Fay Baker: la germana de Margaret
- Herb Vigran: Roy